# Nyamabenga
Nyamabenga är ett periodiskt vattendrag i Burundi.   Det ligger i provinsen Rutana, i den centrala delen av landet, 80 km sydost om huvudstaden Bujumbura.
Omgivningarna runt Nyamabenga är en mosaik av jordbruksmark och naturlig växtlighet. Runt Nyamabenga är det ganska tätbefolkat, med 199 invånare per kvadratkilometer.